# Чай-Біджар
Чай-Біджар (перс. چاي بيجار) — село в Ірані, у дегестані Чагар-Фарізе, в Центральному бахші, шагрестані Бендер-Анзалі остану Ґілян. За даними перепису 2006 року, його населення становило 86 осіб, що проживали у складі 27 сімей.

## Клімат
Середня річна температура становить 14,17°C, середня максимальна – 27,33°C, а середня мінімальна – 0,01°C. Середня річна кількість опадів – 854 мм.
| Клімат поселення                              | Клімат поселення | Клімат поселення | Клімат поселення | Клімат поселення | Клімат поселення | Клімат поселення | Клімат поселення | Клімат поселення | Клімат поселення | Клімат поселення | Клімат поселення | Клімат поселення | Клімат поселення |
| Показник                                      | Січ.             | Лют.             | Бер.             | Квіт.            | Трав.            | Черв.            | Лип.             | Серп.            | Вер.             | Жовт.            | Лист.            | Груд.            |                  |
| Середній максимум, °C                         | 9,41             | 10,11            | 11,90            | 17,07            | 21,60            | 24,96            | 27,33            | 27,20            | 23,54            | 20,80            | 16,10            | 11,69            |                  |
| Середня температура, °C                       | 4,72             | 5,42             | 7,20             | 12,35            | 16,91            | 20,31            | 23,40            | 23,30            | 19,64            | 16,86            | 12,19            | 7,78             |                  |
| Середній мінімум, °C                          | 0,01             | 0,72             | 2,49             | 7,67             | 12,22            | 15,59            | 19,51            | 19,37            | 15,70            | 12,98            | 8,26             | 3,87             |                  |
| Норма опадів, мм                              | 87               | 70               | 70               | 50               | 37               | 24               | 14               | 40               | 91               | 135              | 115              | 121              |                  |
| Середньомісячна швидкість вітру, м/с          | 2.28             | 2.40             | 2.40             | 2.38             | 2.49             | 2.60             | 2.60             | 2.39             | 2.21             | 2.00             | 1.99             | 2.08             |                  |
| Середньомісячна сонячна радіація, кДж/м²·день | 6762             | 9022             | 11186            | 15870            | 20443            | 23161            | 23796            | 20143            | 16415            | 11155            | 8484             | 6459             |                  |
| --------------------------------------------- | ---------------- | ---------------- | ---------------- | ---------------- | ---------------- | ---------------- | ---------------- | ---------------- | ---------------- | ---------------- | ---------------- | ---------------- | ---------------- |
| Джерело:                                      |                  |                  |                  |                  |                  |                  |                  |                  |                  |                  |                  |                  |                  |